# الطويلة (مدينة)
مدينة الطويلة وهي إحدى مدن الجمهورية اليمنية وتقع في الجهة الغربية من محافظة صنعاء على الطريق المؤدي إلى مدينة المحويت وتتبع إدارياً وجغرافياً محافظة المحويت وهي مركز مديرية الطويلة ويبلغ ارتفاعها عن مستوى سطح البحر حوالي ( 2000 متـرا ً ) تقريبا وتستند على جبل القرانع و بها مركز الطويلة المطل على بلاد المحويت من الغرب وإلى الجنـوب على بلاد حراز والحيمة.وتشتهر المدينة بالحصون والقلاع التاريخية بالإضافة إلى المعالم الأثرية التي ترجع إلى فترة ما قبل الإسلام.

## الحصون التاريخية
1. حصن القرانع
2. الحصن الشامخ
3. حصن شمسان
4. حصن حجر السيد
5. حصن براش
6. حصن الجاهلي الكافر